# Beregis avtomobilja
Beregis avtomobilja (ryska: Берегись автомобиля) är en sovjetisk kriminal-dramakomedifilm från 1966 i regi av Eldar Rjazanov. Huvudrollen spelas av Innokentij Smoktunovskij.

## Rollista i urval
- Innokentij Smoktunovskij – Jurij Detotjkin, försäkringsagent
- Oleg Jefremov – Maksim Podberjozovikov, utredare
- Ljubov Dobrzjanskaja – Detotjkins mor
- Olga Aroseva – Ljuba, Detotjkins fästmö och trådbusschaufför
- Andrej Mironov – Dima Semitsvetov
- Anatolij Papanov – Semjon Vasiljevitj, Semitsvetovs svärfar
- Tatjana Gavrilova – Inna, Semitsvetovs fru
- Georgij Zjzjonov – trafikpolis
- Jevgenij Jevstignejev – dramaturg
- Donatas Banionis – pastor, Volga-köpare
- Ljubov Sokolova – domare
- Vjatjeslav Nevinnyj – bilmekaniker
- Gotlib Roninson – Jakov Michajlovitj, Detotjkins chef
- Galina Voltjek – kund